# Iris orchioides
Iris orchioides là một loài thực vật có hoa trong họ Diên vĩ. Loài này được Carrière miêu tả khoa học đầu tiên năm 1880.